# Trầm mặc (tiểu thuyết)
Trầm mặc (沈黙 Chinmoku, tiếng Anh: Silence) là một tiểu thuyết lịch sử xuất bản năm 1966 của tác giả người Nhật Bản Endō Shūsaku. Đó là câu chuyện của một nhà truyền giáo dòng Tên được gửi tới Nhật Bản vào thế kỷ 17, người chịu đựng cuộc đàn áp ở thời điểm Kakure Kirishitan ("Kitô hữu ẩn danh") tiếp nối thất bại của Khởi nghĩa Shimabara. Được nhận giải thưởng Tanizaki năm 1966, nó được gọi là "thành tựu tuyệt đỉnh của Endo" và "một trong những tiểu thuyết tốt nhất của thế kỷ hai mươi". Viết một phần dưới hình thức một bức thư của nhân vật trung tâm của tiểu thuyết, chủ đề về một Thiên Chúa trầm lặng, người đồng hành cùng một tín đồ trong nghịch cảnh chịu ảnh hưởng lớn bởi trải nghiệm của Endō về sự kỳ thị tôn giáo với Công giáo tại Nhật Bản, phân biệt chủng tộc ở Pháp, và một sự suy nhược vì bệnh lao.

## Tóm tắt cốt truyện
Thầy tu trẻ dòng Tên người Bồ Đào Nha Sebastião Rodrigues (dựa trên nguyên mẫu người Ý trong lịch sử là Giuseppe Chiara) được gửi đến Nhật Bản để cứu giúp các Giáo hội địa phương và điều tra các báo cáo rằng người thầy của mình, một thầy tu dòng Tên tên là Ferreira, dựa trên Cristóvão Ferreira, đã cam kết bỏ đạo. Ít hơn một nửa quyển sách là nhật ký bằng văn bản của Rodrigues, trong khi nửa còn lại của cuốn sách được viết hoặc bằng ngôi thứ ba, hoặc trong các thư từ của người khác gắn liền với câu chuyện. Cuốn tiểu thuyết liên quan đến những vụ xét xử các Kitô hữu và những khó khăn ngày càng tăng mà Rodrigues phải chịu đựng.
Cha Rodrigues và người đồng hành của ông, Cha Francisco Garrpe, tới Nhật Bản vào năm 1639. Ở đó, họ tìm thấy sự hoạt động ngầm của Thiên chúa giáo tại địa phương. Để phát giác các Kitô hữu ẩn danh, các quan chức an ninh ép các nghi phạm Kitô hữu đạp lên một fumie, một hình ảnh khắc thô sơ của Jesus. Những người phủ nhận bị cầm tù và bị giết bằng anazuri (穴吊り), cách thức mà người bị treo ngược trên một cái hố và từ từ chảy máu.
Rodrigues và Garrpe cuối cùng đều bị bắt và bị buộc phải chứng kiến các Kitô hữu Nhật Bản hy sinh mạng sống của mình cho đức tin. Không có vinh quang nào trong sự tử vì đạo của họ, như Rodrigues luôn nhầm tưởng – chỉ có sự tàn bạo và độc ác. Trước sự xuất hiện của Rodrigues, các nhà chức trách đã cố gắng ép buộc các linh mục phải từ bỏ đức tin của họ bằng cách tra tấn họ. Bắt đầu với Cha Ferreira, các quan chức an ninh tra tấn các Kitô hữu khác như những linh mục chứng kiến, nói với các linh mục rằng tất cả những gì họ phải làm là từ bỏ đức tin của họ để chấm dứt sự đau khổ của đàn chiên của họ.
Nhật ký của Rodrigues miêu tả cuộc đấu tranh của ông: ông hiểu nỗi đau khổ vì đức tin của mình; nhưng ông phải vượt qua chúng để đấu tranh, cho dù đó là tự gây sự chú ý và từ chối chối bỏ đức tin một cách không thương xót, khi mà nếu làm như vậy sẽ chấm dứt khổ đau của người khác. Tại đỉnh điểm, Rodrigues nghe thấy những tiếng rên rỉ của những người đã chối bỏ đức tin, nhưng vẫn còn ở trong hố, một khi ông chưa dẫm đạp lên hình ảnh của Chúa. Khi Rodrigues nhìn vào một fumie, Chúa đã phá vỡ sự im lặng trong ông:
"Cậu có thể giẫm lên nó. Cậu có thể giẫm lên nó. Tôi biết rõ hơn bất kì ai nỗi đau của bàn chân cậu. Cậu có thể giẫm lên nó. Vì phải bị giẫm đạp bởi những con người mà tôi được sinh ra trên thế giới này. Vì phải chia sẻ nỗi thống khổ của loài người mà tôi mang cây thập tự của mình."
Rodrigues đặt bàn chân của ông lên fumie, và câu chuyện được giả định là các Kitô hữu đã được thả, mặc dù tiểu thuyết không đưa ra quyết định trực tiếp liên quan đến số phận của họ.

## Đón nhận
Trầm mặc nhận được Giải thường Tanizaki cho tác phẩm văn học đầy đủ hay nhất năm. Nó cũng đã là chủ đề của việc phân tích sâu. William Cavanaugh đề cập đến "sự mơ hồ về đạo đức sâu sắc" của cuốn tiểu thuyết do các mô tả về một vị Thiên Chúa "không chọn loại trừ sự đau khổ, mà cùng chịu sự đau khổ với nhân loại." Endō, trong quyển sách A Life of Jesus của mình, nói rằng văn hoá Nhật Bản được đặc trưng với một "người 'chịu đựng đau khổ cùng chúng ta' và người 'cho phép sự yếu đuối của chúng ta....với thực tế này luôn ở trong tâm trí, tôi đã cố gắng không miêu tả Chúa như hình ảnh người cha, mà thường thấy có xu hướng đặc trưng Thiên Chúa giáo, mà là mô tả khía cạnh thương con như người mẹ của Thiên Chúa đã mạc khải cho chúng ta trong tính cách của Chúa Jesus."

## Chuyển thể
Shinoda Masahiro đã đạo diễn bộ phim năm 1971 Chinmoku, một sự chuyển thể từ tiểu thuyết.
Nhạc sĩ và nhà thơ Matsumura Teizo đã viết lời nhạc kịch và âm nhạc cho một vở opera cùng tên, được công chiếu tại Nhà hát quốc gia mới Tokyo vào năm 2000.
Năm 2007, đạo diễn phim người Mỹ Martin Scorsese đã công bố ý định chỉ đạo một sự chuyển thể của cuốn sách mà ông hy vọng sẽ quay phim vào mùa hè năm 2008. Năm 2009, thông tin được công bố trên Empireonline.com rằng Daniel Day-Lewis và Benicio del Toro được ký để làm diễn viên chính trong bộ phim chuyển thể của Scorsese. Năm 2013, Andrew Garfield, Liam Neeson, Issei Ogata và Ken Watanabe được liên hệ, mà bắt đầu bước vào quá trình sản xuất vào tháng 1 năm 2015. Năm 2014, Adam Driver được liên hệ cho bộ phim chuyển thể. Tháng 1 năm 2015, Watanabe buộc phải rời dự án do các vấn đề về kế hoạch và được thay thể bởi Asano Tadanobu. Bộ phim được ấn định ngày ra mắt vào 23 tháng 12 năm 2016.
Cuốn tiểu thuyết đã tạo cảm hứng cho bản Giao hưởng số 3, "Silence", được sáng tác vào năm 2002 bởi nhạc sĩ người Scotland James MacMillan.